# Hitparade.ch
hitparade.ch ist eine Schweizer Musikwebsite mit Schwerpunkt der Schweizer Hitparade.

## Geschichte
Sie wurde am 16. Dezember 1995 von Steffen Hung gegründet. Mitte Dezember 1995 begann der damalige Student Hung eine Website aufzubauen, welche sich der Schweizer Hitparade widmete. Anfänglich tippte er die Listen von der Teletext-Seite des Schweizer Fernsehens ab, bis die IFPI Schweiz und Media Control davon erfuhren, welche mittels angedrohter Unterlassungsklage die Seite schliessen liessen. Die Parteien einigten sich aber bald, und die Seite wurde danach zum offiziellen Veröffentlichungsorgan für die Schweizer Hitparade.
Die Seite entwickelte sich, und die Besucherzahlen stiegen an. Ende 1999 stieg Christian Meyer mit ein, welcher die vollständigen Chart-Listen besass, und zusammen wurde dies digitalisiert. Ab 2000 war dann das komplette Archiv der Schweizer Hitparade seit 1968 (Alben ab 1983) in einer dynamischen Datenbank einsehbar, bei welcher sämtliche Wochenlisten und Chartverläufe gelistet waren.
Zu dieser Zeit kamen auch andere Hitparaden der Schweiz hinzu, wie für Kino und Bücher. Auch entstand die Möglichkeit, Songs und Alben zu erfassen und diese auch zu bewerten. Ende 2010 waren über 750'000 Musik-Titel, 140'000 Alben sowie über 170'000 Tonträger meist komplett mit Tracklisten, Songdauer, Autoren- und Produzentenangaben erfasst, dazu sind aktuell über 2,35 Millionen Reviews geschrieben.
Es kamen weitere Features hinzu, wie Event-Kalender, Datenbanken über Bücher, Filme, Serien und Spiele. Dazu kamen in den vergangenen Jahren über 400 Interviews. Seit 2010 ist hitparade.ch auch ein Download-Shop, und es kann dort legal digitale Musik gekauft werden. Weiter startete auch das Nebenprojekt www.airplay.ch, wo man die Airplays aus den grössten Schweizer Radiosendern recherchieren kann. Zudem lassen sich von dort alle Songdaten aus der Datenbank von hitparade.ch abrufen.
Die grösste Schweizer Musikwebsite hat nach eigenen Angaben täglich etwa 50'000 Besucher. Sie ist privat finanziert und wird durch Steffen Hung und ca. 45 freiwillige Helfer unterhalten und aktualisiert.

## Weitere Websites
Neben hitparade.ch und airplay.ch betreiben Hung Medien, zum Teil in Zusammenarbeit mit den lokalen Charterstellern, weitere 14 landesspezifische Chart-Websites:
- Australien: australian-charts.com
- Belgien: ultratop.be
- Dänemark: danishcharts.com
- Deutschland: germancharts.com
- Finnland: finnishcharts.com
- Frankreich: lescharts.com
- Italien: italiancharts.com
- Neuseeland: charts.nz
- Niederlande: dutchcharts.nl
- Norwegen: norwegiancharts.com
- Österreich: austriancharts.at
- Portugal: portuguesecharts.com
- Schweden: swedishcharts.com
- Spanien: spanishcharts.com

Ausserdem bestehen auch die folgenden zwei Websites, die noch ohne Sponsor sind:
- Irland: irish-charts.com
- Vereinigtes Königreich: uk-charts.com

Mittlerweile aufgegeben wurden die Chartseiten für Griechenland (greekcharts.com) und Mexiko (mexicancharts.com).